# Horst Rogusch
Horst Rogusch (* 26. Juni 1948 in Hannover) ist ein deutscher Unternehmer und Stifter. Er ist Vorsitzender des Vorstands der eigennützigen MWZ Stiftung Storch-Ciret, Mehrheitsgesellschafterin der Storch-Ciret Holding GmbH.

## Leben
Horst-Werner Rogusch wurde 1948 als ältester Sohn von Diplom-Ingenieur Johannes-Reinhard Rogusch (1916–1975) und Gisela Rogusch (geb. Greten, 1925–1958), in Hannover geboren. Seine Mutter war Tochter des Unternehmers Wilhelm Greten (1882–1958), Inhaber des Familienunternehmens Storchwerke in Wuppertal. Johannes-Reinhard Rogusch führte das Familienunternehmen ab 1952 in zweiter Generation bis zu seinem Tod 1975 weiter.
Nach seinem Abitur auf einem altsprachigen Gymnasium in Wuppertal im Jahre 1966 absolvierte Horst Rogusch eine Ausbildung als Industriekaufmann beim Wuppertaler Unternehmen Vorwerk. Im Anschluss daran studierte er Volkswirtschaftslehre mit Schwerpunkt Geldwährung und Kredit an der Universität des Saarlandes in Saarbrücken. Nach Abschluss seines Studiums 1973 absolvierte er für zwei Jahre ein vom Deutschen Akademischen Austauschdienst finanziertes Promotionsstudium am Graduate Institute of International and Development Studies (IHED) in Genf.

## Unternehmertum
Nach dem Tod seines Vaters 1975 gab Horst Rogusch seine Karriereambitionen als Volkswirt und Banker auf. Im Alter von 27 Jahren trat er 1976 die Nachfolge seines Vaters an, das auf einen Direktvertrieb der Marke „Storch“ an gewerbliche Maler spezialisiert war. Mitte der 1970er Jahre erwirtschaftete die Firma einen Jahresumsatz von rund sechs Mio. DM (heute etwa drei Mio. Euro). Rogusch übernahm die Mehrheitsanteile und wurde Geschäftsführer des Familienunternehmens, später zusammen mit seinem Bruder Dr. Michael Rogusch.
In den folgenden vier Jahrzehnten trieb Rogusch die Expansionsphase des Unternehmens zum Marktführer für Malerwerkzeug in Europa voran. Im Zuge der Öffnung und Liberalisierung der chinesischen Wirtschaft reiste Rogusch 1978 nach China, um Importmöglichkeiten für kostengünstige Produkte auszuloten. Ab Ende der 1980er Jahre profitierte das Unternehmen von Roguschs Entscheidung, Malerpinsel kostengünstig aus China zu importieren. Die Importe aus China exportierte das Unternehmen erstmals an Distributoren in Westeuropa.
Nach 1991 richtete Rogusch den Vertrieb von Malerwerkzeug auf Osteuropa aus. Im Zuge dieser Entwicklung investierte das Familienunternehmen frühzeitig in neue Distributionszentren und Produktionsstätten in Thüringen und Tschechien.
Im Rahmen der erfolgreichen Vertriebsstrategie gelang es dem Unternehmen den Umsatz von 1976 bis Mitte der 1990er Jahre alle fünf Jahre zu verdoppeln. Rogusch erkannte, dass diese Umsatzsteigerung nicht aufrechterhalten werden konnte, wenn nicht auch die Einzelhandelsstufe zwischen Distributoren und dem Endverbrauchergeschäft ebenfalls bearbeitet werden würde. Dies gelang mit der neuen Marke für den DIY-Endverbraucher „Color Expert“ und der Fusion der Storch Holding GmbH mit dem Farbwalzenhersteller und Familienunternehmen Ciret Holdings AG zur Storch-Ciret Holding GmbH im September 2011, die mit einem Jahresumsatz von rund 177 Mio. Euro nun insgesamt rund 1.400 Mitarbeiter beschäftigte. Im Rahmen der Fusion entstand zudem das Produktprogramm „RKMP“ für den europäischen Fachhandel an den gewerblichen Endverbraucher, das Farbroller (Rota), Pinsel (Kana), Abklebebänder (Masq) und Zubehör (Prep) umfasst.

## Stiftungen und Nachfolgelösung

### Horst Rogusch-Stiftung (gemeinnützig)
Im Oktober 2006 gründete Horst Rogusch die gemeinnützige Horst Rogusch-Stiftung, deren Vorstand er seitdem ist. Die Horst Rogusch-Stiftung verfolgt den übergeordneten Zweck, nachhaltiges Unternehmertum und die Ausbildung von selbstständigen Handwerkern und Einzelhändlern in der Westukraine zu unterstützen.

### MWZ Stiftung Storch-Ciret (eigennützig)
Ende 2016 schied Rogusch schließlich nach rund 40 Jahren als CEO bzw. Geschäftsführer der Storch-Ciret Holding GmbH aus. Im selben Jahr übertrug er im Rahmen einer Schenkung seine gesamten Unternehmensanteile, rund zwei Drittel des Gesellschafterkapitals, an die von ihm neu gegründete „MWZ Stiftung Storch-Ciret“ (MWZ steht als Abkürzung für Maler-Werk-Zeug). Die eigennützige MWZ Stiftung Storch-Ciret verfolgt den Zweck, die dauerhafte Fortführung und Weiterentwicklung der Storch-Ciret Group zu gewährleisten und das unternehmerische Lebenswerk des Stifters Horst Rogusch ohne die Einflussnahme von Erb- und Generationenfolgen auf das Eigentum an den Gesellschaftsanteilen über seinen Tod hinaus für die Zukunft zu sichern.
Die Satzung der Stiftung umfasst folgende Prinzipien:
1. Storch-Ciret soll sich weiter auf die Branche „Malerwerkzeug“ konzentrieren, wie auch im Mission Statement der Firmengruppe definiert, und den Marktanteil weiter ausbauen, zu gegebener Zeit auch außerhalb von Europa.
2. Ist die Firmengruppe nicht erfolgreich, muss sie die Anteile meistbietend am Kapitalmarkt anbieten. Der Erlös fällt dann der gemeinnützigen Horst Rogusch-Stiftung zu.
3. Der Zustand ist anzustreben, dass die von der Stiftung erworbenen Anteile an Storch-Ciret an familienfremde und familiennahe Geschäftsführer weitergegeben werden. Die Anteile selbst sind nicht vererbbar, da sie nach dem Ausscheiden aus dem Management an einen Nachfolger oder zurück an die Stiftung weiterveräußert werden müssen.

Der Anreiz für die Geschäftsführer besteht in der zwischenzeitlichen Wertsteigerung der Anteile. Ende 2022, sechs Jahre nach Gründung der Stiftung, wurde Daniel Rogusch, Neffe von Horst Rogusch, durch Kauf von über 15 Prozent der Anteile nach obigem Modell zum nach der Stiftung wichtigsten Gesellschafter. Mit dem Erreichen der Altersgrenze von 75 Jahren gab Horst Rogusch 2023 den Vorsitz des Beirats ab und damit auch den Rest seiner unternehmerischen Führung, ohne damit seine Werteorientierung als Volkswirt abzuschwächen.
Die Stiftung ist keine Familienstiftung, die häufig von Unternehmerfamilien als Nachfolgelösung genutzt wird. Das Stiftungsunternehmen Storch-Ciret dient daher nicht in erster Linie der Maximierung des Vermögens einer Unternehmerfamilie, sondern der Maximierung des Kundennutzens.
Roguschs Nachfolge- und Beteiligungsmodell steht im Wettbewerb zu den Bestrebungen, die neue Rechtsform „Gesellschaft mit gebundenem Vermögen“ („Verantwortungseigentum“) zu installieren, die auch im Koalitionsvertrag der „Ampel“-Regierung vorgesehen ist. Mit dem Stiftungsunternehmen leistet Rogusch außerdem einen Beitrag zur Verringerung der Tendenz zu einer Vermögenskonzentration.